# Luis Colaço
Luis Miguel Mendes Colaço (Almeirim, 6 juli 1973) is een Portugees voormalig wielrenner.

## Carrière
In 1997 finishte Colaço in acht van de veertien etappes van de Ronde van Portugal in de top tien.
In 1998 werd Colaço tweede in een etappe in de Ronde van de Algarve, achter Saulius Šarkauskas. In die zesdaagse etappekoers won hij wel het tussensprintklassement.

## Overwinningen
1998
Tussensprintklassement Ronde van de Algarve

## Ploegen
- 1995 –  Sicasal-Acral
- 1996 –  LA Alumínios-Malveira
- 1997 –  LA Alumínios-Pecol
- 1998 –  LA-Pecol
- 1999 –  Paredes Movel-Ecop